# 요한나 로이싱거

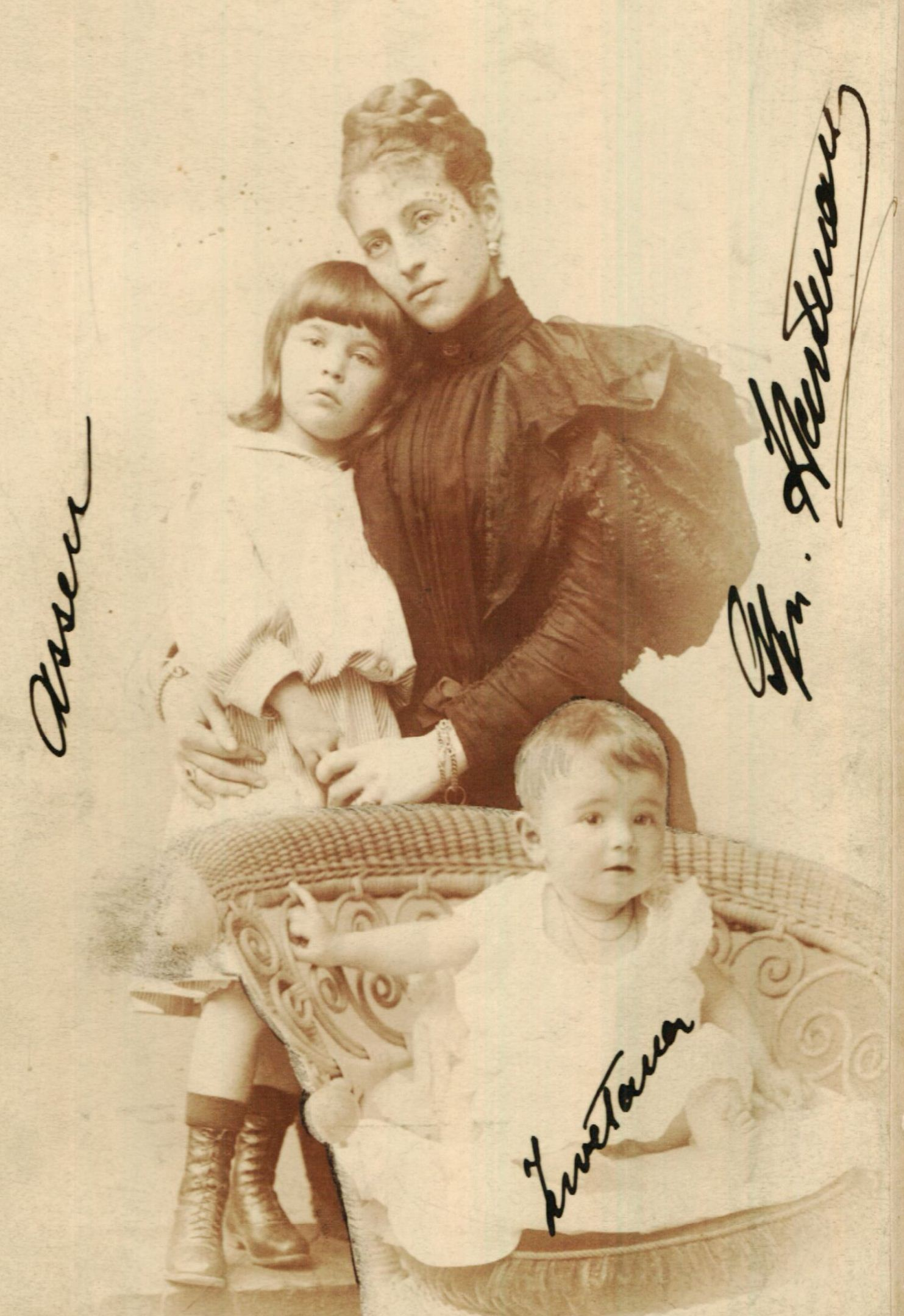
요한나 로이싱거와 두 자녀들

요한나 마리아 루이제 로이싱거(독일어: Johanna Maria Louise Loisinger, 1865년 4월 18일 ~ 1951년 7월 20일)는 오스트리아의 배우, 피아니스트, 오페라 가수였다. 그녀는 알렉산더르 1세와 결혼했다.